# 聖隷横浜病院
社会福祉法人聖隷福祉事業団聖隷横浜病院（しゃかいふくしほうじんせいれいふくしじぎょうだんせいれいよこはまびょういん）は、神奈川県横浜市保土ケ谷区に位置する病院である。

## 沿革
前史 - 旧国立横浜東病院、国立病院機構横浜医療センター
- 1920年（大正9年）9月28日 横浜市立療養院として創設。
- 1943年（昭和18年）4月1日 日本医療団に統合し、日本医療団横浜療養所となる。
- 1947年（昭和22年）4月1日 国立療養所浩風園分院国立横浜療養所と改称。
- 1947年（昭和22年）8月1日 国立横浜療養所と改称。
- 1968年（昭和43年）4月1日 病院に転換し、国立横浜東病院と改称。
- 2003年 3月 国立横浜病院と国立横浜東病院が統合し、国立病院横浜医療センターが設立。

聖隷横浜病院
- 2003年（平成15年） 3月 - 国立横浜東病院の経営移譲を社会福祉法人聖隷福祉事業団が譲受し開設する。
- 2014年（平成26年）10月 - せいれい訪問看護ステーション横浜を聖隷横浜病院へ事業移管する。
- 2015年（平成27年） 5月 - 地域包括ケア病棟を開設する。
- 2016年（平成28年） 4月 - 保土ケ谷駅東口と病院を巡回する「聖隷横浜病院循環バス」の運行を開始する。
- 2019年（令和元年） 7月 - 新外来棟が完成する。
- 2020年（令和2年） 7月 - 回復期リハビリテーション病棟を開設する。
- 2020年（令和2年） 8月 - 緩和ケア病棟を開設する。

## 診療科
- 呼吸器内科
- 消化器内科
- 内分泌・糖尿病内科
- 腎臓・高血圧内科
- 膠原病・リウマチ内科
- 心臓血管センター
  - 心臓血管センター内科
  - 心臓血管センター外科
- 小児科
- 外科・消化器外科
- 呼吸器外科
- 脳神経血管・高次脳機能センター
  - 脳血管内治療科
  - 脳神経外科
- 整形外科
- 人工関節センター
  - 関節外科
- 形成外科
- 耳鼻咽喉科
- 眼科
- 泌尿器科
- 乳腺センター
  - 乳腺科
- 皮膚科
- アレルギー内科
- 麻酔科
- 救急科
- 放射線診断科
- 病理診断科
- 臨床検査科
- ドック・健診科

## 医療機関の指定等
- 保険医療機関
- 労災保険指定医療機関
- 結核指定医療機関
- 生活保護法指定医療機関
- 被爆者一般疾病指定医療機関
- 更生医療指定医療機関
- 育成医療指定医療機関
- 特定疾患治療取扱病院
- 臨床研修病院（基幹型）
- 公害医療指定医療機関
- 救急告示病院
- 小児慢性医療指定医療病院
- 労災保険二次健診等給付医療機関
- DPC対象病院

## 交通アクセス
- JR横須賀線保土ケ谷駅東口より徒歩12分。
- JR保土ケ谷駅東口の8番バス乗り場から横浜市営バス32系統で約9分、相鉄バス旭4系統で約2分、聖隷横浜病院循環バスで約10分。
- 京急黄金町駅・京急南太田駅・京急井土ヶ谷駅より無料送迎バス。